# Cachao López
Israel López Valdés (Havana, 14 de setembro de 1918 — Coral Gables, 22 de março de 2008), amiúde conhecido simplesmente como Cachao, foi um músico e compositor cubano.

## Carreira
Converteu-se numa lenda da música cubana com seu magistral manejo do baixo e destacou pelas suas actuações musicais no mambo e o jazz latino. Seu talento levou-o a obter uma estrela na Calçada da Fama de Hollywood, e tem sido descrito como "o inventor do mambo". Considerava-se um mestre da descarrega (improvisações em vivo). 
"Cachao" saiu de Cuba em 1962 com uma longa lista de êxitos e assegurou numa entrevista concedida em 2007 que se não fosse pelo seu compatriota e amigo Dámaso Pérez Prado "não se houvera escutado o mambo mundialmente". Sua primeira parada foi Madrid, onde permaneceu um ano antes de emigrar a Nova Iorque.
López tocava o baixo acústico com seu irmão, o multi-instrumentista Orestes López. Ambos compuseram literalmente mais de 3 000 canções juntos e foram moi influentes na música cubana desde os anos 1930 à década de 1950. Criaram o "novo ritmo" a finais dos anos 1930, que transformou o danção mediante a introdução de ritmos africanos na música cubana, que levou ao mambo. 
Ganhou vários prémios Grammy tanto pelo seu próprio trabalho e as suas contribuições em álbuns de estrelas da música latina, incluindo a Gloria Estefan. Em 1995, ganhou um Grammy por Master Sessions Volumen 1. Em 2003, ganhou um Grammy Latino ao Melhor Álbum Tropical Tradicional Latina junto com Bebo Valdés e Patato por El Arte Del Sabor. Volveu ganhar um Grammy em 2005 pelo seu trabalho ¡Ahora Sí!.  
Seu sobrinho, Orlando "Cachaíto" López converteu-se num dos pilares do famoso Buena Vista Social Club. 
Cachao tocou com artistas como Tito Puente, e a sua música aparecera en películas como A gaiola das tolas, e a banda sonora do video-xogo Grand Theft Auto: Vice City. O actor Andy García produziu um documentário titulado Cachao … Como Su Ritmo No Hay Dos em 1993 sobre a sua música. Também compartiu cenários com Celia Cruz e o seu esposo Pedro Knight, assim como com o trombonista Generoso Jiménez. Sua última colaboração musical realizou-na com Gloria e Emilio Estefan no álbum da cantante titulado 90 Millas.
López morreu com a idade de 89 anos, vítima de uma doença renal.